# San Martino in Campo
San Martino in Campo ist eine Fraktion (italienisch frazione) der italienischen Gemeinde Perugia in der Provinz Perugia, Region Umbrien.
Der Ort liegt vollständig in der Schwemmlandebene und erstreckt sich bis zum rechten Ufer des Tibers. Er liegt 179 m s.l.m. über dem Meeresspiegel, 11 km südlich von Perugia, und hat 2.405 Einwohner. Verwaltungsmäßig gehört er zum 9. Bezirk „San Martino in Colle“ der Gemeinde Perugia.

## Geschichte
Das Gebiet ist von umbrischen, etruskischen und römischen Siedlungsresten geprägt. Der Name stammt wahrscheinlich von einem Campo di Marte (Soldatenlager) aus römischer Zeit. Später, im 5. Jahrhundert, weihten die Christen den Ort dem Heiligen Martin dem Krieger. Die Benediktiner eroberten das Gebiet um das Jahr 1000 zurück und gründeten eine Pfarrkirche, die von der Abtei San Pietro in Perugia verwaltet wurde. Im Jahre 1163 wird der Ort zum ersten Mal in einer Urkunde Barbarossas erwähnt. Im Jahr 1380 wurde mit dem Bau eines befestigten Castrum begonnen, dessen Arbeiten dank eines Beschlusses der Prioren von Perugia aus dem Jahr 1382 weiter geführt wurden. Ab dem 16. Jahrhundert gehörte San Martino in Campo endgültig zum Gebiet von Perugia.

## Wirtschaft
Im Laufe des 20. Jahrhunderts wandelte sich die traditionelle, auf der Landwirtschaft basierende Wirtschaft hin zu Klein- und Mittelbetriebe. Um die Mitte des 20. Jahrhunderts gab es zwei wichtige Industriebetriebe: die Konservenfabrik in Drommi und der Futtermittel- und Viehzuchtbetrieb in Valigi, die heute beide geschlossen sind. Eines der wichtigsten Unternehmen ist heute in der Produktion von Hühnereiern tätig, die in ganz Mittelitalien vertrieben werden. Seit Mitte der 1980er Jahre hat sich der Dienstleistungssektor am stärksten entwickelt.

## Sehenswürdigkeiten

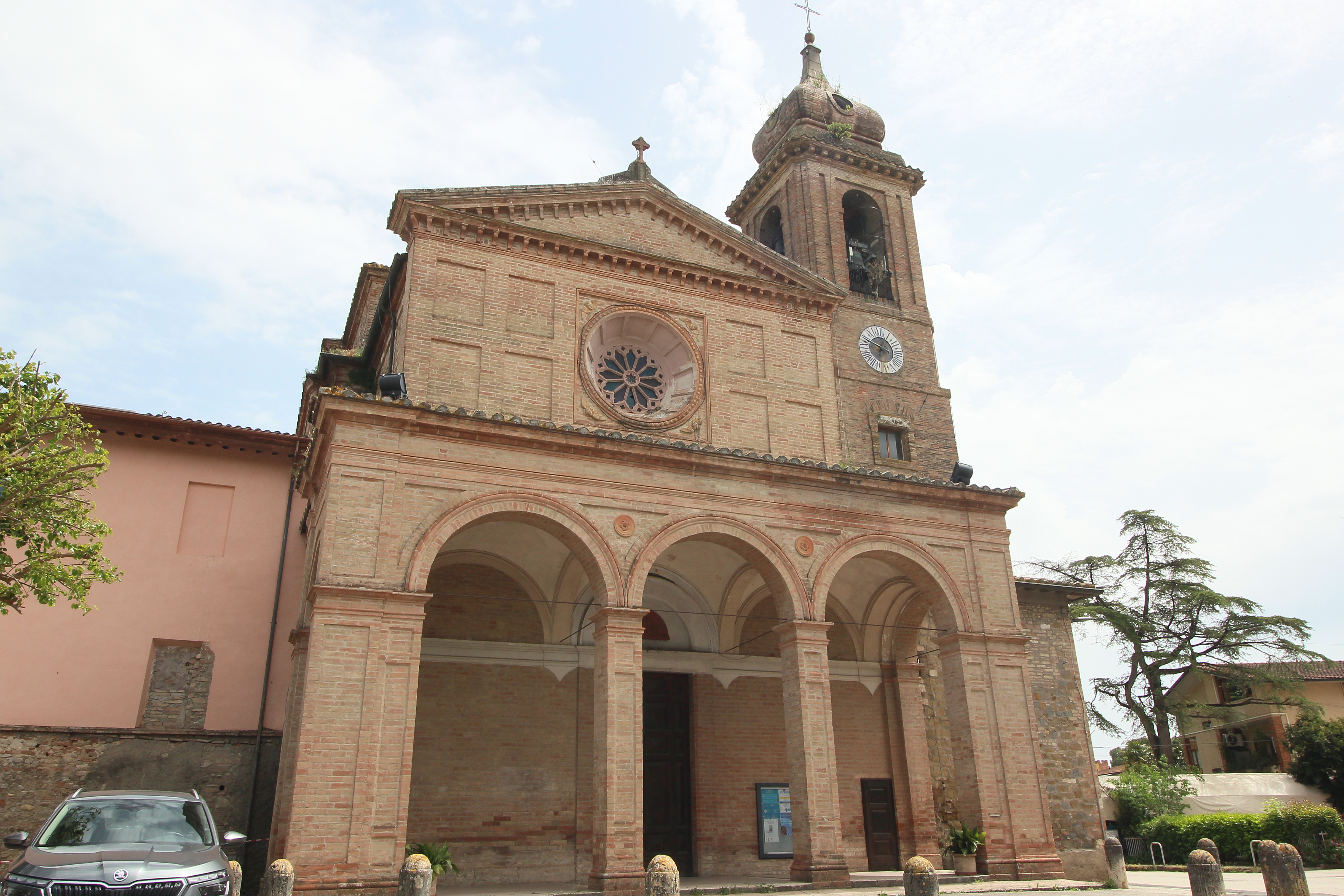
Die Kirche San Martino

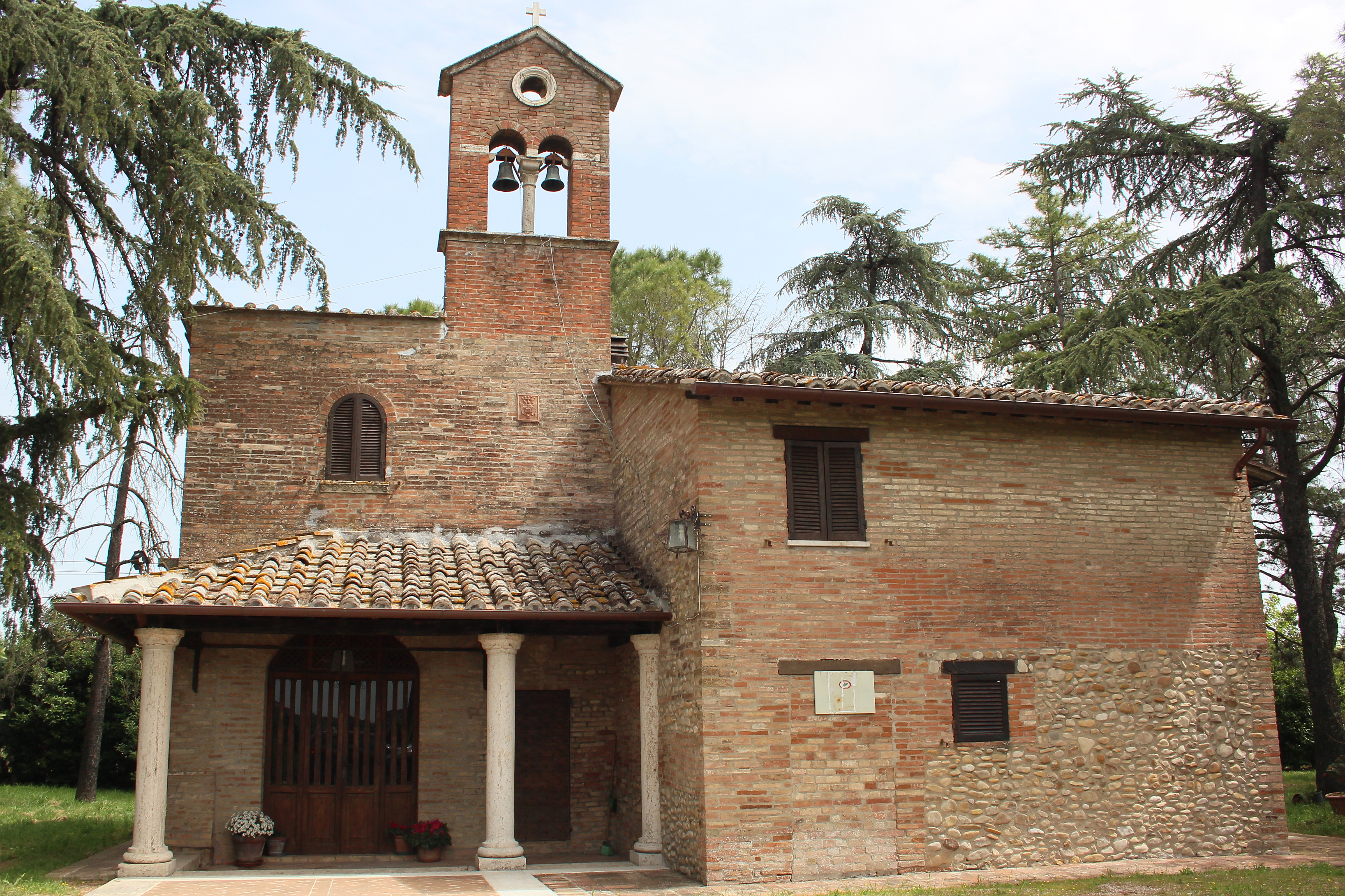
Die Kirche Chiesa della Madonnuccia

- Das Castello di S. Martino (14. Jahrhundert) mit viereckigem Grundriss und vier Ecktürmen. Heute sind einige Überreste erhalten, die in die Struktur der Pfarrkirche und einiger Privathäuser integriert sind;
- Chiesa della Madonnuccia Ciribifera (13.–14. Jh.), ein antikes Oratorium auf dem Lande. Im Inneren befinden sich Fresken, die Andrea d’Assisi, genannt l’Ingegno, einem Schüler von Perugino, zugeschrieben werden;
- Cappella della Compagnia della Morte (17. Jh.);
- Oratorium Corradini (1616), eine kleine Kapelle in der Nähe des Tibers;
- Villa Donini (18. Jh.), erbaut von der Familie der mächtigen Grafen Donini, einer wohlhabenden florentinischen Bürgerfamilie, die sich in Perugia niederließ, um den Ehrentitel zu erlangen. Es war ihr Landsitz im frühklassizistischen Stil. Die Innenräume und die Privatkapelle sind mit Gemälden und Fresken der Maler Giuli und Appiani (18. Jh.) geschmückt, während im Park, der noch von der ursprünglichen Mauer umgeben ist, jahrhundertealte Bäume stehen;[1]
- Jagdtschloss der Conti Donini, erbaut von der Familie Donini im Jahr 1760, in Voc. „Bagnolo“. Aus Backstein, mit 6 zentralen Säulen und Kreuzgewölben im Erdgeschoss und im ersten Stock. Es weist die typischen Verzierungen aus dem 18. Jahrhundert und Spuren des ursprünglichen Kalkputzes auf. Zum Zeitpunkt seiner Errichtung war es mit einer Höhe von fast 16 m eines der höchsten Gebäude am südlichen Stadtrand von Perugia. Heute wird es für Übernachtungen und andere Aktivitäten genutzt.[2]
- Pfarrkirche (1866) im Stil des 15. Jahrhunderts verwahrt ein Gemälde der Madonna mit Kind (Madonna della Scala) aus dem 15. Jahrhundert und besitzt eine imposante Kemper-Orgel mit 1420 Pfeifen aus dem Jahr 1952.

## Sport
- Sportplatz "Nuova Alba" S.Martino in Campo "Fußball für Männer und Frauen, Volleyball
- Multisportzentrum (Tennis, Futsal)
- Zentrum für Vereinssport (Basketball, Ju-Jitsu)